# Ордайн, Джамир
Джами́р Кари́м Орда́йн Алекса́ндр (исп. Jhamir Kareem Ordain Alexander; род. 29 июля 1993, Сикиррес, Лимон) — коста-риканский футболист, защитник и капитан клуба «Сантос де Гуапилес». Выступал за сборную Коста-Рики.

## Клубная карьера
Ордайн дебютировал во взрослом футболе за клуб «Сантос де Гуапилес» 28 апреля 2010 года в домашнем матче против «Саприссы» в полуфинале Летнего чемпионата. Он вышел на замену на 64 минуте и получил первую жёлтую карточку в своей карьере. Матч закончился минимальным поражением со счётом 1:0.
В январе 2017 года стало известно, что игрок может перейти в «Портленд Тимберс». Тем не менее, Ордайн не входил в планы тренерского штаба на первую половину сезона MLS, поэтому его переход был отложен до окончания Летнего чемпионата в Коста-Рике. Однако 4 мая того же года, ещё до окончания чемпионата, он перешёл в «Эредиано». В составе «Сантос де Гуапилес» Ордайн провёл 139 матчей в 7 сезонах чемпионата и стал финалистом Летнего чемпионата 2012.
В 2022 году вернулся в свой первый клуб «Сантос де Гуапилес»

## Карьера в сборной
Джамир в составе сборной Коста-Рики до 20 лет участвовал в отборочном турнире на Чемпионат КОНКАКАФ среди молодёжных команд 2013, в котором провёл один матч против Гондураса (0:0). Сборная Коста-Рики сумела квалифицироваться на турнир с первого места. На самом чемпионате КОНКАКАФ Ордайн провёл 2 матча группового этапа против Гаити (1:0) и США (0:1), а его сборная вышла в четвертьфинал турнира, в котором проиграла Кубе (1:2).
В марте 2013 года в составе сборной до 20 лет участвовал в футбольном турнире на Центральноамериканских играх, в котором сыграл в двух матчах группового этапа против Белиза (3:0) и Никарагуа (2:0), в полуфинале против Гватемалы (2:1) и в финале против Гондураса (0:1).
В 2014 году Ордайн был вызван в сборную до 21 года на Игры Центральной Америки и Карибского бассейна. Сборная Коста-Рики проиграла два первых матча группового этапа и досрочно лишилась шансов на выход из группы. Ордайн вышел на поле только в третьем матче против Гаити и забил гол, принесший ничью со счётом 1:1.
В 2015 году участвовал в составе сборной до 23 лет в отборочном турнире на Олимпийские игры 2016. Ордайн принял участие в двух матчах против Гондураса (0:2) и Гаити (1:1). Его сборная заняла последнее место в группе и не смогла квалифицироваться на Олимпиаду.
29 сентября 2016 года Ордайн был впервые вызван в сборную Коста-Рики на товарищеский матч против России (4:3). 2 января 2017 года футболист был включён в состав сборной на Центральноамериканский кубок. На этом турнире он впервые сыграл за сборную в матчах против Белиза (3:0) и Никарагуа (0:0). Ордайн был включён в предварительный состав сборной Коста-Рики на Золотой кубок КОНКАКАФ 2017, но не попал в финальный список вызванных игроков. Однако из-за травмы Кристиана Гамбоа после окончания группового этапа Джамир заменил игрока в заявке сборной. Его команда покинула турнир на стадии полуфинала, а сам защитник так и не вышел на поле.